# 11 de janeiro
11 de janeiro é o 11.º dia do ano no calendário gregoriano. Faltam 354 dias para acabar o ano (355 em anos bissextos).

## Eventos históricos

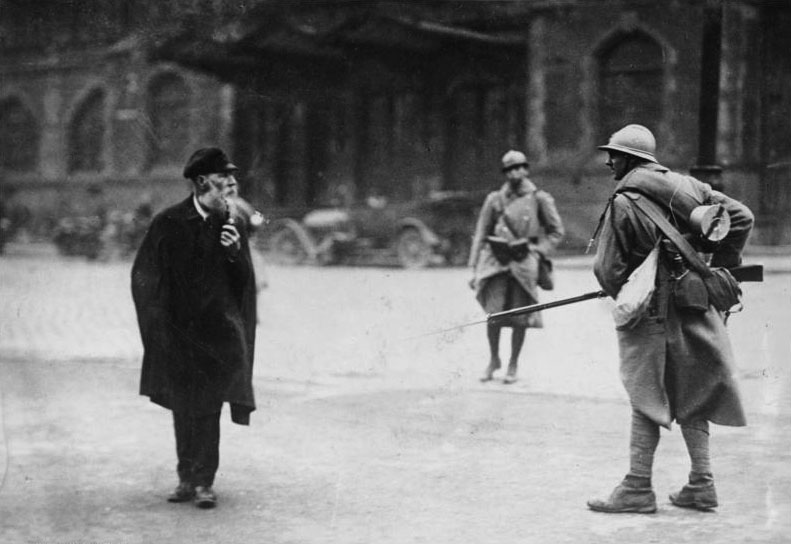
1923: Ocupação do Ruhr.

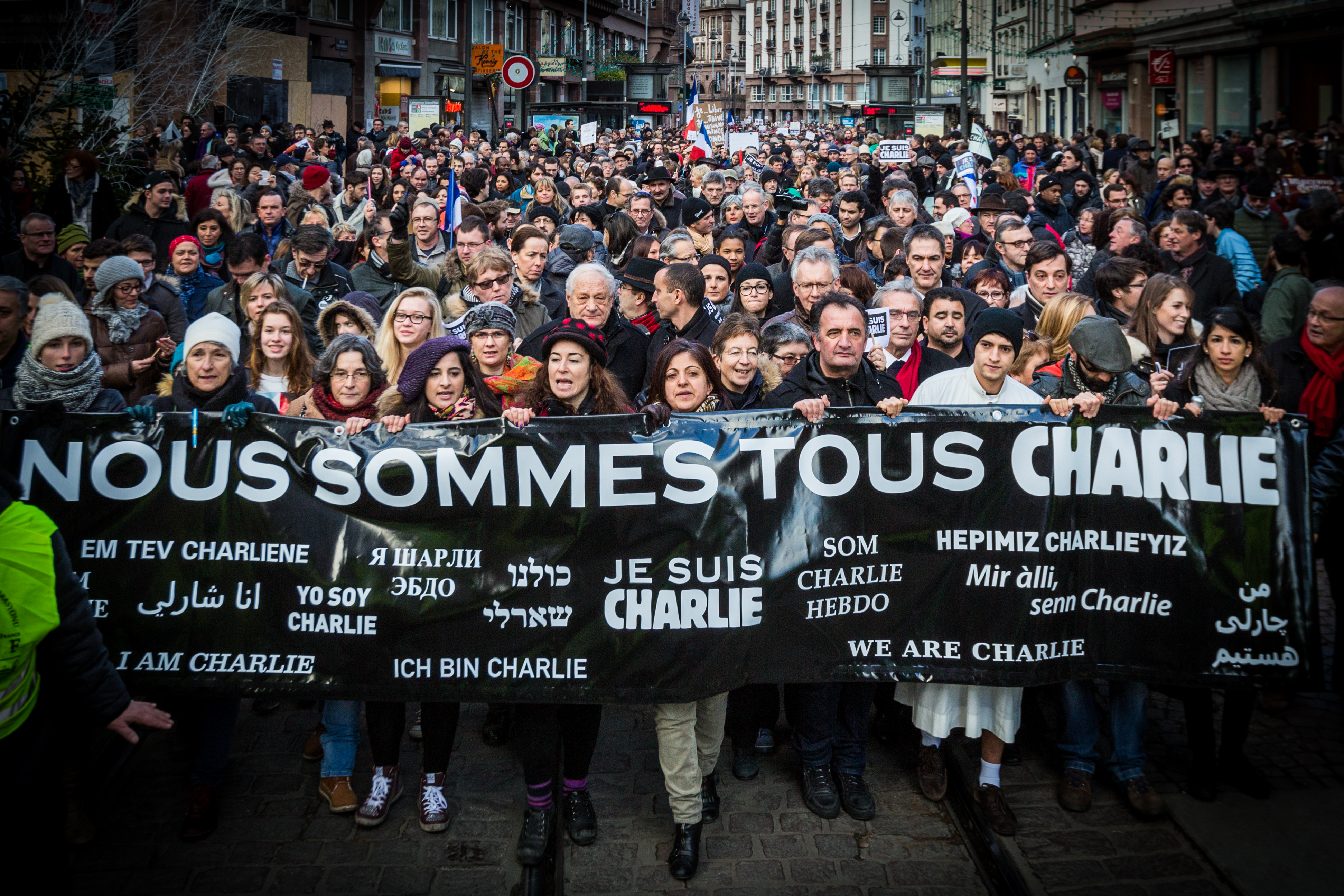
2015: Marcha pela República.

- 0532 — Revolta de Nica em Constantinopla (atual Istambul): uma disputa entre torcedores de corrida de bigas – os Azuis e os Verdes – no hipódromo, resulta em violência.
- 0630 — Conquista de Meca: o profeta Maomé e seus seguidores conquistam a cidade, os coraixitas se rendem.
- 0930 — Saque de Meca pelos Carmatas.
- 1055 — Teodora é coroada imperatriz reinante do Império Romano Oriental (Império Bizantino).
- 1158 — Ladislau II, duque da Boêmia torna-se rei da Boêmia.
- 1571 — À nobreza austríaca é garantida liberdade de religião.
- 1580 — Iniciadas as Cortes de Almeirim que questionam o direito da nomeação de sucessor ao trono de Portugal.
- 1654 — Guerra de Arauco: um exército espanhol é derrotado pelos mapuches e huilliches locais enquanto tentava atravessar o rio Bueno no sul da Capitania Geral do Chile, Vice-Reino do Peru.
- 1787 — William Herschel descobre Titânia e Oberon, duas luas de Urano.
- 1822 — Guerra de Independência do Brasil: A Rebelião de Avilez: uma pequena revolta ocorre entre as tropas do tenente-general português Jorge Avilez e as tropas leais ao príncipe Dom Pedro de Alcântara como reação ao Dia do Fico.
- 1861 — Guerra Civil Americana: Alabama se separa dos Estados Unidos.
- 1879 — Começa a Guerra Anglo-Zulu.[1]
- 1886 — Tem início a primeira edição oficial do campeonato mundial de xadrez.
- 1890 — Ultimato britânico de 1890: os britânicos intimam o Império Português a retirar suas tropas do território compreendido entre Moçambique e Angola incluídos no conhecido Mapa cor-de-rosa.
- 1908 — Criação do Parque Nacional do Grand Canyon.
- 1914 — O Karluk, principal navio da Expedição Ártica Canadense, afundou após ser esmagado pelo gelo.[2]
- 1922 — Primeiro uso de insulina para tratar diabetes em um paciente humano.
- 1923 — Ocupação do Ruhr: tropas francesas e belgas ocupam o Vale do Ruhr para forçar a Alemanha a fazer os pagamentos de reparação da Primeira Guerra Mundial.
- 1927 — Louis B. Mayer, um dos fundadores do famoso estúdio de Hollywood Metro-Goldwyn-Mayer (MGM), anuncia a criação da Academia de Artes e Ciências Cinematográficas, em um banquete em Los Angeles, Califórnia.
- 1935 — Amelia Earhart é a primeira pessoa a fazer um voo solo do Havaí à Califórnia.
- 1942
  - Segunda Guerra Mundial: forças japonesas capturam Kuala Lumpur, capital dos Estados Federados Malaios.
  - Segunda Guerra Mundial: Forças japonesas atacam Tarakan em Bornéu, Índias Holandesas (Batalha de Tarakan)
- 1943 — A República da China assina o Novo Tratado Sino-Britânico e o Novo Tratado Sino-Americano, para a renúncia dos direitos extraterritoriais de seus territórios.
- 1946 — Enver Hoxha, secretário-geral do Partido Comunista da Albânia, declara a criação da República Popular da Albânia com ele próprio como chefe de Estado.
- 1959 — 36 pessoas morrem quando o voo 502 da Lufthansa cai na aproximação do Aeroporto Internacional do Rio de Janeiro/Galeão, no Brasil.
- 1962 — Uma avalanche em Huascarán, no Peru, causa cerca de 4 000 mortes.[3]
- 1964 — O Cirurgião Geral dos Estados Unidos Dr. Luther Terry, M.D., publica o relatório histórico Tabagismo e Saúde: Relatório do Comitê Consultivo ao Cirurgião Geral dos Estados Unidos dizendo que fumar pode ser perigoso para a saúde, desencadeando esforços nacionais e mundiais contra o tabagismo.
- 1972 — Paquistão Oriental passa a se chamar Bangladesh.
- 1985 — É fundada na cidade de Porto Alegre a banda de rock Engenheiros do Hawaii, durante uma greve na UFRS.[4]
- 1995
  - A primeira edição do Rock in Rio ocorreu na Cidade do Rock. Ao longo da sua história, o Rock in Rio teve mais de 20 edições, incluindo Brasil, Portugal, Espanha e Estados Unidos.
  - O voo Intercontinental de Aviación 256, caiu matando 51 pessoas a bordo. A única sobrevivente foi uma menina de nove anos que sofreu ferimentos leves em María La Baja, Colômbia, durante sua aproximação ao Aeroporto de Cartagena.[5]
- 1996 — Lançamento do STS-72 do Centro Espacial John F. Kennedy marca o início da 74.ª missão do ônibus espacial e o 10.º voo do Endeavour.
- 2003 — Entra em vigor o atual Código Civil brasileiro.
- 2013 — França intervém no norte do Mali contra conflito iniciado em 2012.
- 2015 — Marcha pela República em memória das vítimas dos ataques de janeiro de 2015 (que começou com o ataque ao conselho editorial do Charlie Hebdo) reúne em Paris 47 líderes governamentais de todo o mundo e mais de 4 milhões de pessoas na França.
- 2019 — República da Macedônia muda seu nome para República da Macedônia do Norte após vigência do Acordo de Prespa e encerra disputa de 27 anos com Grécia.[6]
- 2020
  - Pandemia de COVID-19 em Hubei: Autoridades municipais de saúde em Wuhan anunciam a primeira morte registrada por COVID-19.[7]
  - Em Omã, Haitham bin Tariq Al Said é nomeado novo sultão do país após morte de seu primo Qaboos bin Said Al Said.
  - Tsai Ing-wen é reeleita presidente de Taiwan.
- 2021 — A Ford do Brasil anunciou o fim da produção no Brasil e o fechamento de suas fábricas.
- 2024 — Arqueólogos descobrem aglomerado de cidades antigas na Amazônia equatoriana.

## Nascimentos

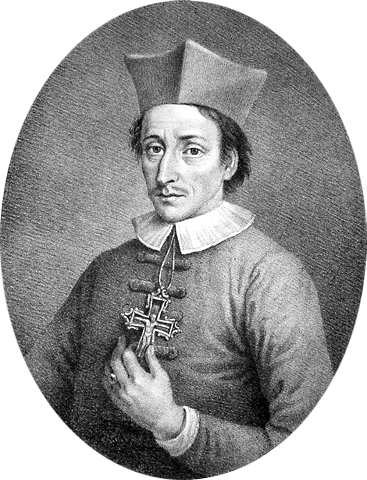
Nicolaus Steno

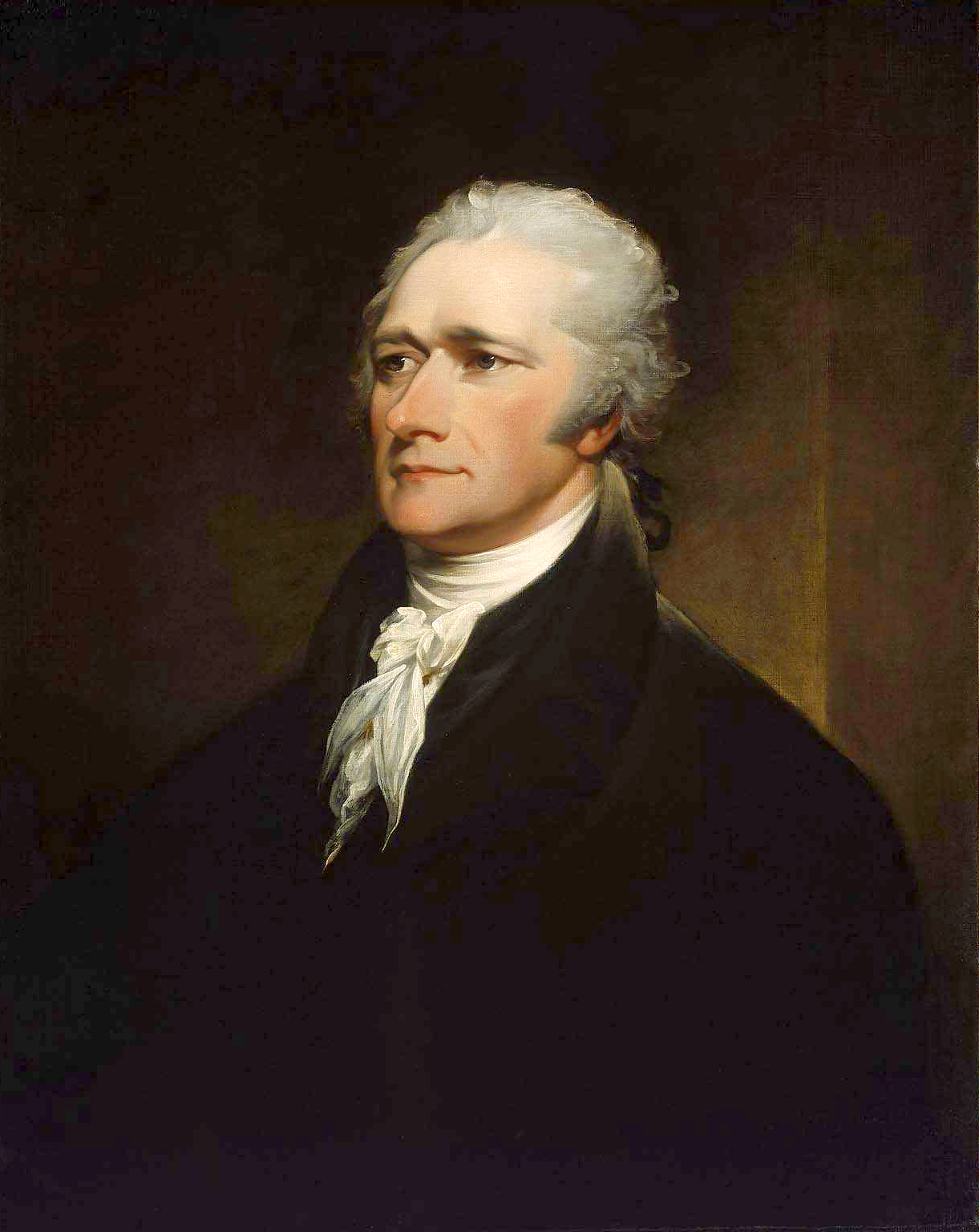
Alexander Hamilton

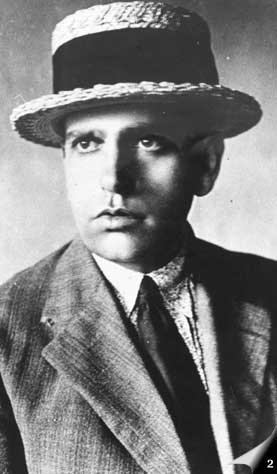
Oswald de Andrade

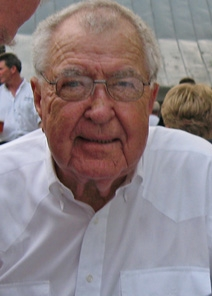
Carroll Shelby

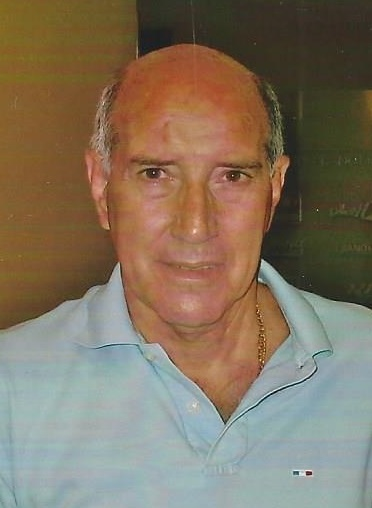
Gérson

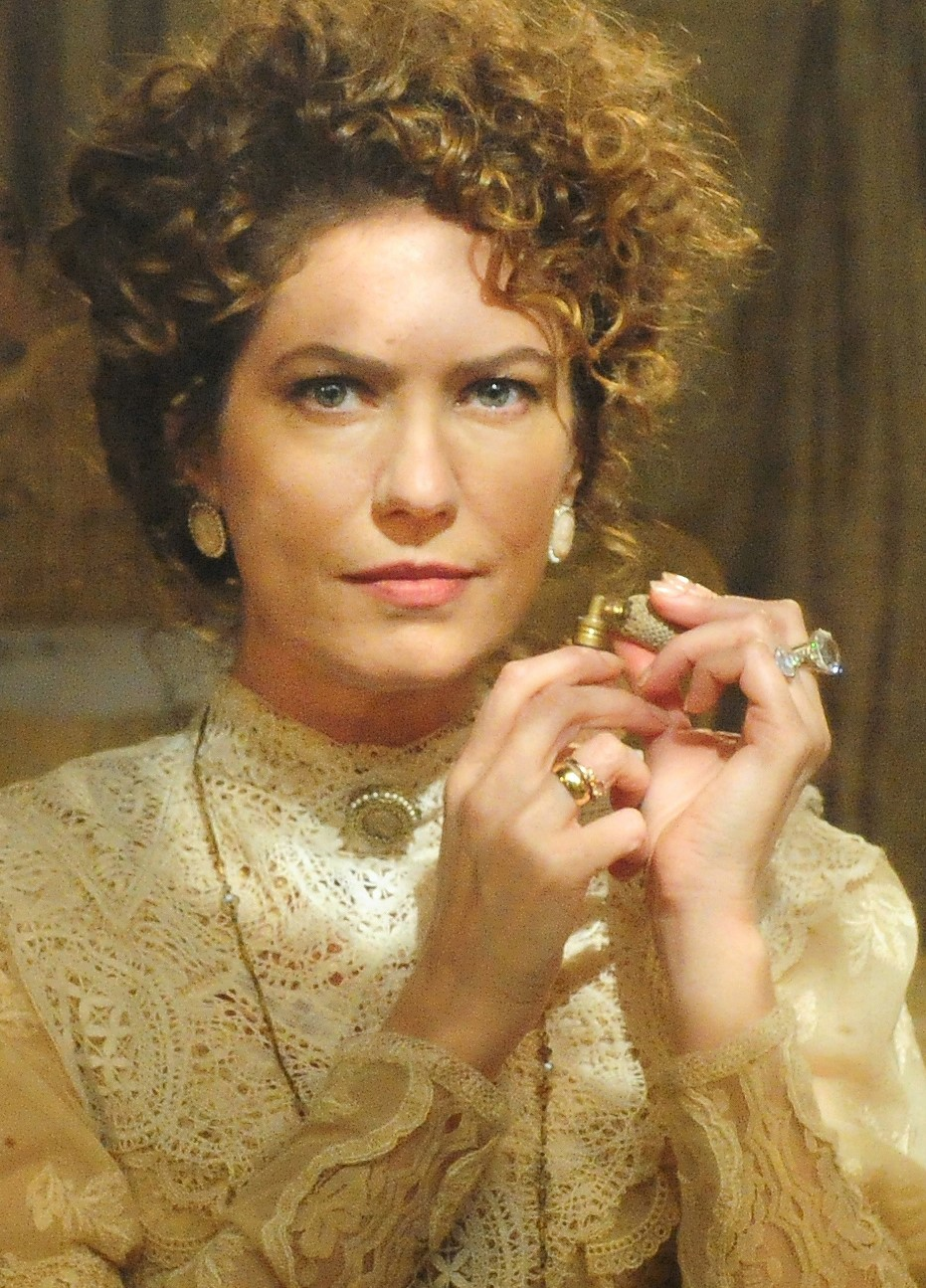
Patricia Pillar

### Anteriores ao século XIX
- 0347 — Teodósio, imperador romano (m. 395).
- 1113 — Wang Chongyang, líder religioso e poeta chinês (m. 1170).
- 1209 — Mangu Cã, imperador mongol (m. 1259).
- 1322 — Komyo, imperador japonês (m. 1380).
- 1359 — Go-En'yu, imperador japonês (m. 1393).
- 1395 — Micaela de Valois, princesa da França (m. 1422).
- 1503 — Parmigianino, artista italiano (m. 1540).
- 1638 — Nicolaus Steno, bispo e anatomista dinamarquês (m. 1686).
- 1652 — Eugênio Alexandre Francisco, 1º Príncipe de Thurn e Taxis (m. 1714).
- 1732 — Pehr Forsskål, explorador, orientalista e naturalista sueco (m. 1763).
- 1733 — Leopoldina de Sternberg, princesa de Liechtenstein (m. 1809).
- 1755 — Alexander Hamilton, general, economista e político norte-americano (m. 1804).
- 1760 — Oliver Wolcott Jr., advogado e político norte-americano (m. 1833).
- 1765 — Antoine-Alexandre Barbier, bibliotecário francês (m. 1825).
- 1788 — William Thomas Brande, químico e acadêmico britânico (m. 1866).

### Século XIX
- 1801 — Honório Hermeto Carneiro Leão, político e diplomata brasileiro (m. 1856).
- 1807 — Ezra Cornell, empresário e filantropo norte-americano (m. 1874).
- 1814 — James Paget, cirurgião e patologista britânico (m. 1899).
- 1815 — John A. Macdonald, advogado e político escocês-canadense (m. 1891).
- 1824 — Jorge de Mecklemburgo-Strelitz (m. 1876).
- 1839 — Eugenio María de Hostos, advogado, filósofo e sociólogo porto-riquenho (m. 1903).
- 1841 — Otto von Gierke, jurista alemão (m. 1921).
- 1842 — William James, filósofo e psicólogo estadunidense (m. 1910).
- 1845 — Albert Victor Bäcklund, matemático e físico sueco (m. 1912).
- 1852 — Konstantin Fehrenbach, advogado e político alemão (m. 1926).
- 1856 — Christian Sinding, pianista e compositor norueguês (m. 1941).
- 1858 — Harry Gordon Selfridge, empresário anglo-americano (m. 1947).
- 1859
  - George Curzon, 1.º Marquês Curzon de Kedleston, político britânico (m. 1925).
  - Francisco d'Andrade, barítono português (m. 1921).
  - Alfredo Brañas, escritor espanhol (m. 1900).
- 1864 — Augusto Severo de Albuquerque Maranhão, aviador brasileiro (m. 1902).
- 1867 — Edward Titchener, psicólogo e acadêmico britânico (m. 1927).
- 1872
  - George Washington Pierce, físico e acadêmico norte-americano (m. 1956).
  - Wilfred Baddeley, tenista britânico (m. 1929).
- 1875
  - Reinhold Glière, compositor e acadêmico russo (m. 1956).
  - Fritz Manteuffel, ginasta alemão (m. 1941).
- 1876 — Thomas Hicks, corredor norte-americano (m. 1952).
- 1878 — Theódoros Pagálos, general e político grego (m. 1952).
- 1885
  - Alice Paul, ativista e sufragista norte-americana (m. 1977).
  - Arnaldo Mussolini, jornalista e político italiano (m. 1931).
- 1886
  - Elsa Rendschmidt, patinadora artística alemã (m. 1969).
  - Chester Conklin, ator norte-americano (m. 1971).
- 1887 — Aldo Leopold, ecologista e escritor norte-americano (m. 1948).
- 1889 — Calvin Bridges, geneticista e acadêmico norte-americano (m. 1938).
- 1890 — Oswald de Andrade, poeta e crítico brasileiro (m. 1954).
- 1895 — Laurens Hammond, engenheiro e empresário norte-americano (m. 1973).
- 1897 — Higinio Morínigo, militar e político paraguaio (m. 1985).
- 1898 — Hans Kirk, escritor dinamarquês (m. 1962).
- 1899
  - Eva Le Gallienne, atriz, diretora e produtora anglo-americana (m. 1991).
  - Miloš Alexander Bazovský, pintor tchecoslovaco (m. 1968).

### Século XX

#### 1901–1950
- 1901 — Kwon Ki-ok, aviadora coreana (m. 1988).
- 1902 — Maurice Duruflé, organista e compositor francês (m. 1986).
- 1905 — Manfred B. Lee, escritor norte-americano (m. 1971).
- 1906
  - Albert Hofmann, químico e acadêmico suíço (m. 2008).
  - Jesse Hibbs, cineasta estadunidense (m. 1985).
- 1907
  - Pierre Mendès France, advogado e político francês (m. 1982).
  - Abraham J. Heschel, rabino, teólogo e filósofo polonês-americano (m. 1972).
- 1908 — Lionel Stander, ator e ativista norte-americano (m. 1994).
- 1911
  - Zenko Suzuki, político japonês (m. 2004).
  - Mario Amadeo, escritor e diplomata argentino (m. 1983).
- 1914
  - Dorothy Jeakins, figurinista norte-americana (m. 1995).
  - Dora del Hoyo, religiosa hispano-italiana (m. 2004).
- 1916 — Bernard Blier, ator argentino-francês (m. 1989).
- 1918 — Edward A. Murphy, engenheiro aeroespacial panamenho (m. 1990).
- 1921 — Gory Guerrero, lutador e treinador mexicano (m. 1990).
- 1922 — Valentine Telegdi, físico húngaro-americano (m. 2006).
- 1923
  - Ernst Nolte, historiador e filósofo alemão (m. 2016).
  - Sérgio Porto, escritor brasileiro (m. 1968).
  - Carroll Shelby, automobilista, engenheiro e empresário norte-americano (m. 2012).
- 1924
  - Roger Guillemin, médico franco-americano (m. 2024).
  - Slim Harpo, cantor, compositor e músico norte-americano (m. 1970).
- 1926 — Lev Demin, coronel, aviador e astronauta russo (m. 1998).
- 1928 — David L. Wolper, diretor e produtor norte-americano (m. 2010).
- 1929 — Nicoletta Orsomando, locutora e atriz italiana (m. 2021).
- 1930 — Rod Taylor, ator e roteirista australiano-americano (m. 2015).
- 1932 — Alfonso Arau, ator e diretor de cinema mexicano.
- 1933 — Henrique César, ator brasileiro (m. 2018).
- 1934
  - C. A. R. Hoare, informático britânico.
  - Jean Chrétien, advogado e político canadense.
  - Augusto César Vannucci, diretor, produtor e ator brasileiro (m. 1992).
- 1935 — Goiá, radialista brasileiro (m. 1981).
- 1936 — Eva Hesse, escultora e educadora teuto-americana (m. 1970).
- 1939 — Jean Boudehen, canoísta francês (m. 1982).
- 1940 — Geraldo Antônio Martins, futebolista brasileiro (m. 2018).
- 1941
  - Gérson de Oliveira Nunes, ex-futebolista brasileiro.
  - Pak Seung-zin, futebolista norte-coreano (m. 2011).
- 1942
  - Clarence Clemons, saxofonista e ator norte-americano (m. 2011).
  - Muriel Day, cantora irlandesa.
- 1945
  - António Homem Cardoso, fotógrafo e escritor português.
  - Christine Kaufmann, atriz, escritora e empresária alemã (m. 2017).
  - Geraldo Azevedo, compositor, cantor e violonista brasileiro.
- 1946
  - John Piper, teólogo e escritor estadunidense.
  - Stuart Angel Jones, revolucionário brasileiro (m. 1971).
- 1948
  - Madeline Manning, corredora e treinadora norte-americana.
  - Terry Williams, baterista britânico.
  - Al Berto, poeta e editor português (m. 1997).
  - Joe Harper, ex-futebolista e treinador de futebol britânico.
- 1949 — Hyon Yong-chol, militar e político norte-coreano (m. 2015).

#### 1951–2000
- 1952
  - Ben Crenshaw, ex-golfista e arquiteto norte-americano.
  - Diana Gabaldon, escritora norte-americana.
  - Lee Ritenour, músico, compositor e produtor musical norte-americano.
- 1954
  - Kailash Satyarthi, engenheiro, acadêmico e ativista indiano.
  - Tahar Djaout, escritor, jornalista e poeta argelino (m. 1993).
- 1955
  - Max Lucado, escritor e religioso norte-americano.
  - Perence Shiri, militar e político zimbabuano (m. 2020).
- 1956 — Phyllis Logan, atriz britânica.
- 1957
  - Bryan Robson, ex-futebolista e treinador de futebol britânico.
  - Reinaldo, ex-futebolista brasileiro.
- 1958
  - Vicki Peterson, cantora, compositora e guitarrista norte-americana.
  - Gil Jardim, músico brasileiro.
  - Alyson Reed, atriz e dançarina norte-americana.
- 1960 — Waldo Kantor, ex-voleibolista argentino.
- 1961 — Carlos de Habsburgo-Lorena.
- 1963
  - Tracy Caulkins, ex-nadadora americano-australiana.
  - Petra Schneider, ex-nadadora alemã.
  - Roland Wohlfarth, ex-futebolista alemão.
- 1964
  - Albert Dupontel, ator e diretor francês.
  - Patricia Pillar, atriz brasileira.
  - Marcos Cals, sociólogo e político brasileiro.
- 1967 — Sérgio Soares, ex-futebolista e treinador de futebol brasileiro.
- 1968
  - Tom Dumont, músico e produtor musical norte-americano.
  - Anders Borg, economista e político sueco.
- 1969
  - Irek Zinnurov, ex-jogador de polo aquático russo.
  - Kyle Richards, atriz norte-americana.
- 1970
  - Manfredi Beninati, pintor e escultor italiano.
  - Malcolm D. Lee, diretor, produtor, roteirista e ator norte-americano.
  - José Soto, ex-futebolista e treinador de futebol peruano.
  - Chris Jent, ex-jogador e treinador de basquete norte-americano.
  - Franco Davín, ex-tenista argentino.
- 1971 — Mary J. Blige, cantora, compositora e produtora musical norte-americana.
- 1972
  - Amanda Peet, atriz e dramaturga estadunidense.
  - Marcelo Torrico, ex-futebolista boliviano.
  - Marc Blucas, ator norte-americano.
  - Mathias Enard, escritor francês.
- 1973
  - Sergio Ibarra, ex-futebolista e treinador de futebol argentino-peruano.
  - Rockmond Dunbar, ator norte-americano.
- 1974
  - Jens Nowotny, ex-futebolista alemão.
  - Goran Lozanovski, ex-futebolista e treinador de futebol australiano.
- 1975 — Matteo Renzi, político italiano.
- 1978 — Emile Heskey, ex-futebolista britânico.
- 1979
  - Darren Lynn Bousman, diretor e roteirista norte-americano.
  - Eduardo Martini, ex-futebolista brasileiro.
  - Tressor Moreno, ex-futebolista colombiano.
  - Ricardo Sousa, ex-futebolista e treinador de futebol português.
- 1980 — Geovanni, ex-futebolista brasileiro.
- 1981 — Ali Zitouni, ex-futebolista tunisiano.
- 1982
  - Tony Allen, ex-jogador de basquete norte-americano.
  - Son Ye-jin, atriz sul-coreana.
  - Blake Heron, ator norte-americano (m. 2017).
- 1983
  - André Myhrer, esquiador sueco.
  - Adrian Sutil, ex-automobilista alemão.
  - Rakhim Chakhkiyev, pugilista russo.
- 1984
  - Kevin Boss, jogador de futebol norte-americano estadunidense.
  - Milena Toscano, atriz brasileira.
  - Stijn Schaars, ex-futebolista neerlandês.
  - Paulo Nigro, ator brasileiro.
  - Eddie Alvarez, lutador norte-americano de artes marciais mistas.
  - Matt Mullenweg, desenvolvedor web e empresário norte-americano.
- 1985
  - Sabina Simonato, jornalista brasileira.
  - Kazuki Nakajima, automobilista japonês.
  - Raquel Tavares, fadista portuguesa.
  - Aja Naomi King, atriz norte-americana.
  - Alex Cruz, futebolista brasileiro.
- 1986
  - Oana Ban, ex-ginasta romena.
  - Elise Rechichi, velejadora australiana.
- 1987
  - Danuta Kozák, canoísta de velocidade húngara.
  - Harry Louis, ator, empresário, modelo e DJ brasileiro.
  - Kim Young-kwang, ator e modelo sul-coreano.
  - Steven Vitória, futebolista canadense.
  - Jamie Vardy, futebolista britânico.
- 1988
  - Aislan, futebolista brasileiro.
  - Oliver Oakes, ex-automobilista e dirigente automobilístico britânico.
- 1990
  - Juninho, futebolista brasileiro.
  - Ismaily Gonçalves dos Santos, futebolista brasileiro.
- 1992
  - Daniel Carvajal, futebolista espanhol.
  - Lee Seung-hoon, rapper e dançarino sul-coreano.
  - Laysla de Oliveira, atriz canadense.
  - Filip Bradarić, futebolista croata.
- 1993
  - Timo Roosen, ciclista neerlandês.
  - Michael Keane, futebolista britânico.
- 1994
  - Bones, rapper norte-americano.
  - Sassá, futebolista brasileiro.
  - Desirae Krawczyk, tenista norte-americana.
  - Valerio Verre, futebolista italiano.
- 1996
  - Ulisses Garcia, futebolista suíço-português.
  - Leroy Sané, futebolista alemão.
  - Diadie Samassékou, futebolista malinês.
  - Baco Exu do Blues, cantor brasileiro.
- 1997
  - Cody Simpson, cantor, compositor, músico e ator australiano.
  - Joahnys Argilagos, pugilista cubano.
  - Félix Torres, futebolista equatoriano.
- 1998
  - Salih Özcan, futebolista alemão.
  - Louisa Johnson, cantora e compositora britânica.
- 2000 — Lee Chae-yeon, dançarina e cantora sul-coreana.

## Mortes

### Anteriores ao século XIX
- 0705 — Papa João VI (n. 655).
- 0812 — Estaurácio, imperador bizantino (n. ?).
- 0887 — Bosão da Provença, nobre franco (n. 844).
- 1055 — Constantino IX Monômaco, imperador bizantino (n. 1000).
- 1372 — Leonor de Lencastre, nobre inglesa (n. 1318).
- 1396 — Isidoro Glabas, bispo metropolita de Tessalônica (n. 1341).
- 1494 — Domenico Ghirlandaio, pintor italiano (n. 1449).
- 1495 — Pedro González de Mendoza, cardeal espanhol (n. 1428).
- 1703 — Johannes Georgius Graevius, estudioso e crítico alemão (n. 1632).
- 1753 — Hans Sloane, médico e acadêmico anglo-irlandês (n. 1660).
- 1762 — Louis-François Roubiliac, escultor anglo-francês (n. 1695).
- 1763 — Caspar Abel, poeta, historiador e teólogo alemão (n. 1676).
- 1771 — Jean-Baptiste Boyer d'Argens, escritor e filósofo francês (n. 1704).
- 1798 — Heráclio II da Geórgia (n. 1720).

### Século XIX
- 1801 — Domenico Cimarosa, compositor e educador italiano (n. 1749).
- 1843 — Francis Scott Key, advogado, escritor e compositor norte-americano (n. 1779).
- 1867 — Stuart Donaldson, empresário e político anglo-australiano (n. 1812).
- 1882 — Theodor Schwann, fisiologista e biólogo alemão (n. 1810).
- 1891
  - Georges-Eugène Haussmann, planejador urbano francês (n. 1809).
  - Carl Johan Thyselius, político sueco (n. 1811).
- 1896 — João de Deus de Nogueira Ramos, pedagogo português (n. 1830).
- 1900 — José Antônio Pereira, desbravador brasileiro (n. 1825).

### Século XX
- 1914 — Carl Jacobsen, cervejeiro e filantropo dinamarquês (n. 1842).
- 1923 — Constantino I da Grécia (n. 1868).
- 1928 — Thomas Hardy, romancista e poeta britânico (n. 1840).
- 1941 — Emanuel Lasker, matemático, filósofo e jogador de xadrez alemão (n. 1868).
- 1944 — Galeazzo Ciano, político italiano (n. 1903).
- 1945 — Ada Negri, poetisa italiana (n. 1870).
- 1950 — Karin Michaëlis, escritora dinamarquesa (n. 1872).
- 1952 — Jean de Lattre de Tassigny, general francês (n. 1889).
- 1953 — Noi Jordania, jornalista e político georgiano (n. 1868).
- 1954 — Oscar Straus, compositor austríaco (n. 1870).
- 1956 — Augusto Calheiros, cantor e compositor brasileiro (n. 1891).
- 1958 — Edna Purviance, atriz norte-americana (n. 1895).
- 1965 — Wally Pipp, jogador de beisebol norte-americano (n. 1893).
- 1966
  - Alberto Giacometti, escultor e pintor suíço (n. 1901).
  - Lal Bahadur Shastri, acadêmico e político indiano (n. 1904).
- 1971 — José Pedro de Freitas, médium brasileiro (n. 1922).
- 1972 — Padraic Colum, poeta e dramaturgo irlandês (n. 1881).
- 1980 — Barbara Pym, escritora britânica (n. 1881).
- 1981 — Beulah Bondi, atriz estadunidense (n. 1889).
- 1985 — William McKell, advogado e político australiano (n. 1891).
- 1988
  - Isidor Isaac Rabi, físico e acadêmico polonês-americano (n. 1898).
  - Janires, cantor e compositor brasileiro (n. 1953).
- 1989 — José Luis Bustamante y Rivero, político peruano (n. 1894).
- 1991 — Carl David Anderson, físico e acadêmico estado-unidense (n. 1905).
- 1995
  - Onat Kutlar, escritor e poeta turco (n. 1936).
  - Lewis Nixon, capitão norte-americano (n. 1918).
  - Theodor Wisch, general alemão (n. 1907).
- 1996 — Ênio Silveira, sociólogo brasileiro (n. 1925).
- 1999 — Fabrizio De André, cantor, compositor e músico italiano (n. 1940).

### Século XXI
- 2001 — Gerald Glatzmeyer, futebolista austríaco (n. 1968).
- 2002 — Henri Verneuil, diretor e dramaturgo franco-armênio (n. 1920).
- 2003
  - Jorge Lafond, ator, transformista e comediante brasileiro (n. 1952).
  - Maurice Pialat, cineasta e ator francês (n. 1925).
  - Robert Maertens, futebolista belga (n. 1930).
- 2005
  - Fabrizio Meoni, motociclista italiano (n. 1957).
  - Jimmy Griffin, cantor e compositor norte-americano (n. 1943).
- 2007
  - Robert Anton Wilson, psicólogo, escritor, poeta e dramaturgo estadunidense (n. 1932).
  - Solveig Dommartin, atriz franco-alemã (n. 1961).
- 2008
  - Edmund Hillary, alpinista e explorador neozelandês (n. 1919).
  - Pepín Bello, intelectual e escritor espanhol (n. 1904).
- 2009
  - Pio Laghi, cardeal católico italiano (n. 1922).
  - Tommy Casey, futebolista britânico (n. 1930).
- 2010
  - Éric Rohmer, diretor, roteirista e crítico francês (n. 1920).
  - Miep Gies, humanista austro-neerlandesa (n. 1909).
- 2011 — David Nelson, ator, diretor e produtor norte-americano (n. 1936).
- 2012 — Wally Osterkorn, jogador de basquete norte-americano (n. 1928).
- 2013
  - Aaron Swartz, programador norte-americano (n. 1986).
  - Nguyễn Khánh, general e político vietnamita (n. 1927).
  - Mariangela Melato, atriz italiana (n. 1941).
- 2014
  - Muhammad Habibur Rahman, jurista e político indiano (n. 1928).
  - Ariel Sharon, general e político israelense (n. 1928).
- 2015
  - Jenő Buzánszky, futebolista e treinador de futebol húngaro (n. 1925).
  - Anita Ekberg, modelo e atriz sueco-italiana (n. 1931).
  - Vernon Mountcastle, neurocientista e acadêmico norte-americano (n. 1918).
- 2016
  - David Margulies, ator norte-americano (n. 1937).
  - Gunnel Vallquist, crítica literária, escritora e tradutora sueca (n. 1918).
- 2019 — Michael Atiyah, matemático anglo-libanês (n. 1929).
- 2021 — José Alencar Furtado, advogado e político brasileiro (n. 1925).
- 2023 — Carole Cook, atriz norte-americana (n. 1924).
- 2025 — Gildinho, acordeonista e cantor brasileiro (n. 1942).

## Feriados e eventos cíclicos

### Internacional
- Dia da República - Albânia
- Dia da Independência - Marrocos
- Dia Internacional do Obrigado

### Portugal
- Tomada de Óbidos aos Mouros - Feriado Municipal de Óbidos

### Brasil
- Dia do Controle da Poluição por Agrotóxicos

### Cristianismo
- Baltasar
- Mary Slessor
- Papa Higino
- Paulino II de Aquileia
- Teodósio, o Cenobiarca
- Vital de Gaza

## Outros calendários
- No calendário romano era o 3.º dia (III) antes dos idos de janeiro.
- No calendário litúrgico tem a letra dominical D para o dia da semana.
- No calendário gregoriano a epacta do dia é xx.